# H.248

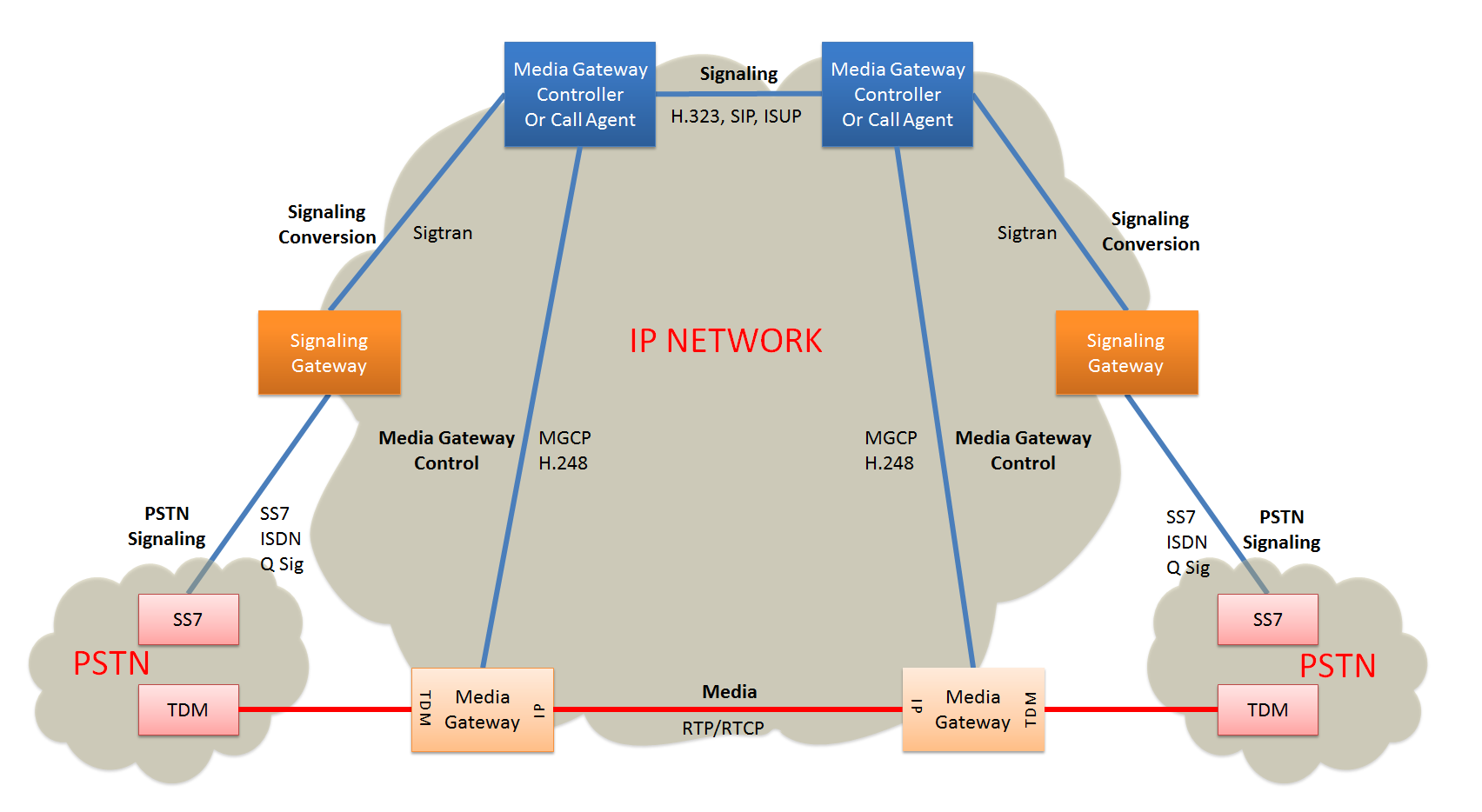
Взаимодействие между элементами сети в случае использования медиа-шлюзов

H.248 (ранее также MEGACO) — протокол используемый между элементами телекоммуникационных сетей: медиашлюзом (Media Gateway) и контроллером шлюзов (Media Gateway Controller). Поддерживает различные системы сигнализации сетей с коммутацией каналов, включая тоновую сигнализацию, ISDN, ISUP, QSIG и GSM. Закреплен как стандартный протокол IMS, наряду с SIP и Diameter.

## История
Протокол разрабатывался 16-й группой ITU-T с 1997 года по 2000 год и был утверждён 15 июня 2000 года.
Стандартизован рекомендациями ITU-T с H.248.1 (основное описание протокола) по H.248.88 (наборы пакетов).
Аналогичный протокол, разработанный IETF в 2000 году и дополненный в 2003 имел название MEGACO (RFC 3015 и RFC 3525). Многие черты MEGACO получил от протокола управления шлюзами MGCP.
В 2008 году специалисты IETF в RFC 5125 перевели MEGACO (и соответствующий RFC 3525) в статус исторического наследия, оставив приоритет за стандартом H.248.

## Принципы работы

### Архитектура
Стандарт H.248.1 международного совета электросвязи (ITU) даёт следующие определения типов устройств, которые используются в протоколе:
- Шлюз доступа (Access Gateway) - шлюз, который предоставляет интерфейс типа пользователь-сеть (User-Network Interface), например такой как ISDN.
- Медиашлюз (Media Gateway, MG) - устройство которое преобразует медиаданные, предоставленные в сети одного типа, в формат, необходимый для сети другого типа. Например, MG может завершать однонаправленные каналы из сети с коммутацией каналов (такие как DS0) и медиапотоки из сети с коммутацией пакетов (потоки RTP в IP-сети). Этот шлюз может обрабатывать аудио, видео и ITU-T T.120 по отдельности или в любой комбинации, а также может выполнять полнодуплексную, т.е. двустороннюю передачу медиаданных. Медиашлюза также может воспроизводить аудио / видео сообщения и выполнять другие функции IVR или может поддерживать мультимедийные конференции.
- Контроллер медиашлюзов (Media Gateway Controller, MGC) - устройство или приложение, управляющее соединением и состоянием вызова посредством управления медиа-каналами в медиашлюзе.
- Шлюз сигнализации SCN FAS (SCN FAS Signalling Gateway, SG) - эта функция содержит интерфейс сигнализации SCN, который завершает ОКС-7, ISDN или другие каналы сигнализации, где канал управления вызовом и каналы передачи данных расположены в одном и том же физическом диапазоне.
- Домашний шлюз (Residential Gateway) - аппаратный шлюз, который соединяет аналоговую линию с пакетной сетью. Residential Gateway обычно содержит одну или две аналоговые линии для подключения телефонных аппаратов и расположен в помещении клиента.
- Многоточечный блок управления (Multipoint Control Unit, MCU) - сущность или объект, управляющий настройкой и координацией многопользовательской конференции, которая обычно включает в себя обработку аудио, видео и данных.
- Дескриптор (descriptor) - синтаксический элемент протокола, который группирует связанные свойства. Например, свойства медиапотока в медиа-шлюзе могут быть установлены MGC путем включения соответствующего дескриптора в команду.

Фактически, ключевыми устройствами в H.248 являются контроллер (MGC) и медиашлюз (MG). Основные сущности, которыми они оперируют в рамках взаимодействия - это контексты (context) и окончания (termination).

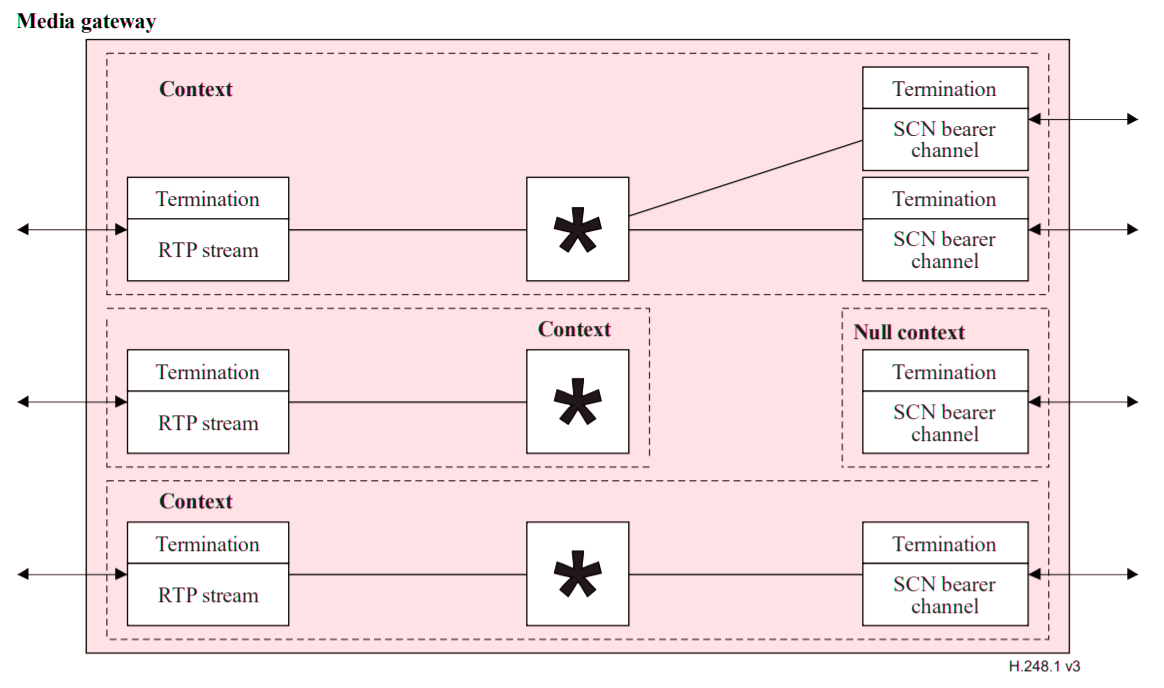
Модель применения контекстов и окончаний на медиа-шлюзе

Окончания (termination)
Эти источники или приемники одного или нескольких медиапотоков или управляющих потоков. Окончание может быть физическим или эфемерным (временным / виртуальным).
Контексты
Это звездообразные соединения, созданные путем объединения нескольких окончаний. Контекст - логический объект в медиашлюзе, который является ассоциацией между набором окончаний. НУЛЕВОЙ контекст содержит все несвязанные окончания. ContextID идентифицирует контекст.
Нормальный, «активный» контекст может иметь физическое оконечный (скажем, один DS0 в DS3) и одно временное (RTP-поток, соединяющий шлюз с сетью). Контексты создаются и освобождаются MG под управлением контроллером медиашлюзов (MGC). Контекст создается путем добавления первого завершения и освобождается путем удаления (вычитания) последнего завершения.
Окончание может иметь более одного потока, и поэтому контекст может быть многопоточным. Потоки аудио, видео и данных могут разделяться в контексте между несколькими окончаниями.

### Сообщения и команды H.248
Контроллер медиашлюзов всегда сам управляет медиа-каналами, доступными на медиашлюзе посредством управления конкретными контекстами и окончаниями. При изменении состояния вызова, MGC отправляет соответствующее сообщение на шлюз и ожидает подтверждения.
Каждое сообщение является транспортным механизмом передачи команд, а не самой командой, в отличие от большинства прочих телекоммуникационных протоколов.
Команды протокола:
1. Add
2. Move
3. Subtract
4. Notify
5. Modify
6. AuditValue
7. AuditCapabilites
8. ServiceChange

#### Типовой сценарий обмена сообщениями в рамках вызова
```
        Контроллер                    Медиашлюз
	  медиашлюзов (MGC)
             |                            |  
                         
[ ISUP IAM (Начало вызова) ]

             | ------ ADD REQUEST ------> |
             | <------- ADD REPLY ------- |
             | ------ RESPONSE ---------> |			 
             | ----- MODIFY REQUEST ----> |
             | <------ MODIFY REPLY ----- |
             | ------ RESPONSE ---------> |				 
			 
[ ISUP ACM (Набранный номер получен) ]

             | ----- MODIFY REQUEST ----> |
             | <------ MODIFY REPLY ----- |
             | ------ RESPONSE ---------> |				 
             | ---- MODIFY REQUEST -----> |
             | <------ MODIFY REPLY ----- |
             | ------- RESPONSE --------> |				

[ ISUP ANM (Контроль Посылки Вызов, гудок) ]

             | ----- MODIFY REQUEST ----> |			 
             | <------ MODIFY REPLY ----- |
             | ------- RESPONSE --------> |				 
			 
Соединение установлено. Разговор.

[ ISUP REL (Завершение вызова) ]

             | --- SUBSTRACT REQUEST ---> |
             | <---- SUBSTRACT REPLY ---- |
             | ------- RESPONSE --------> |				 

```

### Структура сообщений
С точки зрения сообщения:
Сообщение { Транзакция{ Действие{ Контекст{ Команда{ Окончание{ Дескриптор{ Пакет }}}}}}}
По аналогии с моделью OSI иерархия уровней взаимодействия с точки зрения передачи по сети (пакетной или ATM) выглядит следующим образом.
| H.248    |          |          |      |
| TCP      | TCP      | UDP      | SCTP |
| IP       |          |          |      |
| Ethernet | Ethernet | Ethernet | ATM  |

## Сравнение с MGCP
Ниже представлены общие аспекты и различия между  Megaco/H.248 и MGCP:
| H.248/Megaco                                                                          | MGCP                                                                            |
| ------------------------------------------------------------------------------------- | ------------------------------------------------------------------------------- |
| Вызов представляется как терминация (завершение) контекста                            | Вызов представляется конечным устройством с соединением                         |
| Возможные типы вызовов включают в себя любую комбинацию мультимедиа и конференц-связи | Возможные типы вызовов это только точка-точка или многоточка                    |
| Синтаксис текстовый или бинарный                                                      | Синтаксис текстовый                                                             |
| Транспортный уровень TCP, UDP или SCTP                                                | Транспортный уровень - UDP                                                      |
| Стандартный протокол управления медиа-шлюзом (Media Gateway Control)                  | IETF статус - Информационный. MGCP не определяет какого-либо Интернет-стандарта |
| Определён ITU (в прошлом разрабатывался совместно IETF и ITU)                         | Управляется индустрией. Множество компаний имеют собственную реализацию MGCP    |